# Kapela družine Brancacci
Kapela družine Brancacci (v italijanščini "Cappella dei Brancacci") je kapela v cerkvi Santa Maria del Carmine v Firencah v osrednji Italiji. Včasih jo imenujejo »Sistinska kapela zgodnje renesanse«  zaradi njenega slikarskega cikla, najbolj znanega in vplivnega tega obdobja. Gradnjo kapele je naročil Felice Brancacci in se je začela leta 1386. 
Pokrovitelj slikarske dekoracije je bil Felice Brancacci, potomec Pietra, ki je do leta 1423 služil kot florentinski veleposlanik v Kairu.  Ko se je vrnil v Firence, je najel Masolina da Panicala, da bo poslikal kapelo. Masolinov sodelavec, 21-letni Masaccio, 18 let mlajši od Masolina, mu je pomagal. Med delom je Masolino odšel na Madžarsko, kjer je bil slikar kralju in delo je nadaljeval Masaccio. Po vrnitvi, se je Masolino učil od svojega nadarjenega nekdanjega učenca. Vendar pa je bil Masaccio poklican v Rim, preden je lahko dokončal kapelo in umrl v Rimu v starosti 27. Dele kapele je kasneje končal Filippino Lippi. Na žalost so v baročnem obdobju nekatere slike obravnavali kot nepomembne in pred njimi postavili grobnico.

## Slike
V svojih freskah Masaccio izvede radikalen odmik od srednjeveške slikarske tradicije, tako da se drži nove renesančne perspektivne zasnove prostora. Tako perspektiva in svetloba ustvarjata globoke prostore, kjer se volumsko zgrajene figure gibajo v močno individualizirani človeški razsežnosti. Masaccio nadaljuje na Giottojevi poti, se oddaljuje od simbolične vizije človeka in izraža večjo realno sliko.  Cikel iz življenja svetega Petra je bil naročen od pokrovitelja Pietra Brancaccija, prvega lastnika kapele. 
Slike so razložene v nadaljevanju v njihovem narativnem vrstnem redu.

### Skušnjava Adama in Eve
Masolino da Panicale 
Za razliko od Masacciovega Izgona, je to mirna in nedolžna predstava.
Cikel se začne s to sliko Masolina, postavljeno na najvišji pravokotnik loka, ki omejuje kapelo, znotraj debeline stebra. Ta scena in nasprotna (izgon) sta prostor za zgodbo, ki jo pripoveduje freska, ki prikazuje trenutek, v katerem je človek prekinil svoje prijateljstvo z Bogom, kasneje pa se je Kristus pomiril s posredovanjem Petra.
Slika prikazuje Adama, ki stoji blizu Eve: gledata drug drugega z umirjeno držo, ker se pripravlja na ugriz jabolka, ki jo je njej ponudila kača blizu njene roke okoli drevesa. Kača ima glavo z debelimi plavimi lasmi, zelo idealizirana. Prizor je eleganten v svoji predstavitvi, s kretnjami in slogom, ki pošiljajo tone pozne mednarodne gotike. Svetloba, ki obliva figuri brez ostrih kotov, je mehka in objemajoča; temno ozadje naredi telesi izstopajoči v svoji čutni plastičnosti, skoraj plavata v vesolju.

### Izgon iz raja
Masacciova mojstrovina Izgon iz raja je prva freska na zgornjem delu kapele, na levi steni, tik ob levi strani Davčnega novčiča. Znana po svoji živahni energiji in brez primere čustvenega realizma. Dramatično v kontrastu, z občutljivo in dekorativno podobo Masolinove Adam in Eva pred izgonom, naslikana na nasprotni steni. Predstavlja dramatično intenzivnost z oboroženim angelom, ki lebdi nad Adamom in Evo in izraža izhod iz raja: jokajoča sta zapustila vrata Raja.
To delo predstavlja čisto ločitev od preteklosti mednarodnega gotskega sloga; Masolinovo spokojno zmes pušča za sabo in dva biblijska prednika sta prikazana v temnem obupu, pod angelskim strogim pogledom, ki ju s svojimi nezaščitenim mečem prisilno izžene, s takšno napetostjo, ki v slikanju še nikoli ni bila vidna. Geste so dovolj zgovorne: ob izhodu iz raja, od koder nekaj božanskih žarkov strelja naprej, Adam zakriva obraz v obupu in krivdi; Eva pokriva svojo goloto s sramom in joka z bolečim obrazom. Dinamičnost teles, zlasti Adamu, kaže trpljenje brez primere, trdno zasajena na tla in projekcijo sence nasilne svetlobe, ki jih oblikuje. Mnoge podrobnosti povečujejo emocionalno dramo: Adamovi vlažni in lepljivi lasje (na Zemlji se bo boril s trdim delom in umazanijo), angelova drža, predrzna, kot da se potaplja navzdol. Položaj Eve je iz starodavne prezentacije Venus Pudica (skromna Venera). Listje, ki pokriva nekaj golote, je bilo med obnovo leta 1990 odstranjeno. 

### Petrovo klicanje
Masolino. 
V levi luneti, uničeni leta 1746-48, je Masolino naslikal Klicanje Petra in Andreja ali Poslanstvo, ki je znan po nekaterih označbah prejšnjih prič, kot so Vasari, Bocchi in Baldinucci. Roberto Longhi je prvo podobo te izgubljene freske najprej identificiral v kasnejši risbi, ki ne ustreza zgornji ukrivljenosti lunete, vendar se danes pojavlja kot zelo verjetna hipoteza. V tej sceni je Masolino razdelil svojo kompozicijo v dva prostora, morje in nebo.

### La Navicella
V nasprotni luneti je bila postavljena freska La Navicella, tradicionalen naslov za prizor, na katerem je Kristus, ki hodi po vodi, rešil Petra iz naraščajočih valov nevihte in ga potegnil na ladjo. Ta luneta je spet kaže morsko postavitev v ravnovesju z nasprotno sceno in tako ustvarja nekakšno priliko ustvarjanja: z neba evangelisti v oboku, do morja zgornjem registru, do Zemlje in mest srednjega in spodnjih registrov, kot v Genezi. Na nek način se pogled gledalcev premakne od Raja do posledično Zemlje. Viri pripisujejo to luneto Masolinu, vendar ob upoštevanju izmenjavanja umetnikov na odrih, je fresko začel Masaccio. 

### Petrovo kesanje
Petrovo kesanje je v levi pol-luneti zgornjega registra, kjer je zelo shematična pripravljalna risba v sinopiji. Prizor je bil pripisan Masacciu, na podlagi njegove večje iznajdljivosti pri obravnavi kot pri delu Masolina.

### Davčni novčič
Najbolj znana slika v kapeli je Davčni novčič na zgornji desni steni, s figurami Jezusa in Petra, ki sta prikazana v treh delnih pripovedih. Slika, ki jo večinoma pripisujejo Masacciu, predstavlja zgodbo o Petru in pobiralcu davka iz Mateja 17: 24-27. Na levi strani je Peter dobil kovanec iz ust ribe in na desni strani kaže, kako Peter plača svoj davek. Zdi se, da je celotna povezava z ustanovitvijo katastra, prvega davka na dohodek v Firencah, v času izdelave slike [8].
Čudež ni zastopan v hagiografskem ključu, temveč kot človeški pojav, ki postavi božansko odločitev: zgodovinski dogodek, torej z eksplicitnim in nezahtevnim moralnim pomenom. Na pripovedni ravni se Davčni novčič razvija v treh fazah: v osrednjem delu je Kristus, od katerega zbiralec zahteva tempeljski davek, naroči Petru, naj vzame kovanec iz ust prve ribe, ki jo lahko ujame; na levi Peter, ki čepi na obali, vzame kovanec iz ribe; na desni, Peter da kovanec pobiralcu davka. Tri faze se združijo, časovno zaporedje pa je izraženo v prostorskih merah. Odsotnost kronološkega poteka pripovedi je treba iskati v dejstvu, da slikovit motiv slike ni toliko čudež, kot je aktiviranje Božanske volje, ki jo izraža Jezusova nujna gesta. Njegova volja postane Petrova volja, ki s ponavljanjem geste svojega gospoda istočasno označuje izpolnjevanje Kristusove volje. Apostolska solidarnost je prikazana z njihovim združevanjem okoli Jezusa, kot da bi oblikovali obroč, »kolizijo moških«. Vendar pa je naloga dana Petru: sam se bo moral ukvarjati z vsakdanjimi institucijami. Portikov steber postane simbolični element ločevanja med združenimi apostoli in dokončnim izročanjem davka zbiralcu davkov na Petrovem delu.
V osrednji skupini prečne smeri oblikuje Kristusova gesta s svojo desno roko, ki jo je ponovil Peter in nasprotno, z obrnjenim pobiralcem, ki se križa s tistimi, ki jih tvorijo kretnje desne skupine, s poudarkom na izhodih v najglobljem prostoru. 

### Zdravljenje pohabljenca in vzgoja Tobita
V tem prizoru na desni steni je na levi strani prikazano Zdravljenje pohabljenca in na desni Vzgoja Tobita. Fresko običajno pripisujejo Masolinu, čeprav so nekateri učenjaki odkrili roko Masaccia. Na sceni sta prikazani dve različni epizodi, pri čemer je sv. Peter v obeh primerih zaprt v sceni tipičnega toskanskega mesta 15. stoletja, upodobljenega po strogih pravilih centralne perspektive. Slednje velja za glavni prispevek Masaccia, medtem ko dve osrednji figuri kažeta gotske vplive.

### Sveti Peter pridiga
Masolino da Panicale. 
Na zgornji levi steni je Sveti Peter pridiga, Masolinovo delo, končano v osmih dneh. Peter je z značilno potezo prikazan pred množico. Ljudje v skupini se zelo različno vedejo, od sladke pozornosti prikrite nune v ospredju, do zaspanosti obeh deklet za njo in bradatega starega človeka, do strahu ženske v ozadju, katere samo zaskrbljene oči je mogoče videti. Zdi se, da se gore nadaljujejo iz prejšnje scene, s prostorsko enotnostjo, ki je bila ena od blagovnih znamk Masaccia. Tri glave za sv. Petrom so verjetno portreti sodobnih ljudi, enako kot dva duhovnika na desni: vsi so bili prej pripisani Masacciu. 

### Krst Neofita
Masaccio.
Celotna kompozicija prikazuje podrobnosti osupljivega realizma: tresenje neofita, kapljice vode iz krščenčevih las, bela rjuha se premika v ozadju. Kromatski učinki "cangiantismo" , kjer je draperija modelirana z uporabo kontrastnih barv, da bi ustvarili učinek, ki simulira cangiante (eden od štirih načinov slikanja barv, ki so na voljo italijanskim slikarjem visoke renesanse, skupaj s sfumato, chiaroscuro in unione) tekstil, doseže s pomočjo slikovne tehnike, ki temelji na jukstapoziciji komplementarnih barv, kasneje pa jih je preoblikoval Michelangelo. 

### Sveti Peter zdravi bolne s svojo senco
Spodnja osrednja stena, leva stran, Masaccio. V epski epizodi so opisana Apostolska dela 5: 12-16.
Dodelitev slike Masacciu temelji na perspektivni strukturi, ki je bila uporabljena za ustvarjanje ulične postavitve in krasen naturalizem fiziognomije starejšega človeka. Po besedah Federica Zerija, Masacciovega brata, je slikar Giovanni di ser Giovanni Guidi, znan kot Lo Scheggia, morda služil kot model za apostola Janeza in Donatello za starega bradatega moža v ozadju. 

### Razdelitev miloščine in smrt Hananija
Spodnja sredinska stena, desna stran, Masaccio.
Po pripovedi v Apostolskih del 4:32, 5: 1-11, vsak krščenec, potem ko je prodal lastno premoženje, prinesel iztržek apostolom, ki so ga razdelili vsem, glede na potrebe. Samo Hanani »je zase zadržal nekaj prihodkov in prinesel le del tega in ga položil pred noge apostola«. Peter ga je močno grajal, da je padel na tla in umrl. Sestava se osredotoča na trenutek, ko Hananij leži na tleh, medtem ko ženska z otrokom dobi milost od Petra, ki ga spremlja Janez. Struktura kompozicije je precej napeta in čustvena, kar vključuje gledalca v osrčje dogodka.

### Oživitev Teofilovega sina in sv. Peter na prestolu
Spodnji levi zid, Masacciov, ki ga je končal Filippino Lippi približno petdeset let kasneje.
Filippino je sestavil pet očividcev na levi, karmelitsko draperijo in osrednji del sv. Petra na prestolu. Po Zlati legendi' (Legenda aurea) Jacobusa de Voragine, po izpustitvi iz zapora, sveti Peter oživi s pomočjo svetega Pavla, Teofilovega sina, ki je umrl štirinajst let prej. [17] Tako so ljudje častili svetega Petra in postavili novo cerkev zanj, kjer je bil ustoličen, da bi ga spoštovali in vsi prosili. [18] Vendar pa pravi pomen te freske temelji na politiki časa: to je v konfliktu med Firencami in milansko vojvodino. [19
Obstaja natančna ikonografska podobnost med Teofilom (sedi na levi, v povišanem položaju znotraj niše) in Gian Galeazzo Viscontijem, gorkem sovražniku Firence. Slednji je bil velik tiran, čigar žeja po moči ga je potisnila, da je začel vojno s Firencami, in skoraj uničil svojo svobodo. Spomin na to epizodo se je vrnil v vsej svoji surovi živahnosti, ko so se morale Firence soočiti s spopadom s Filippom Maria Viscontijem, sinom Gian Galeazza. Figura, ki sedi na Teofilovi desni (to je, Gian Galeazzo), bi bila florentinski kancler Coluccio Salutati, avtor žaljivke proti lombardnemu gospodarju. Prisotnost sv. Petra torej simbolizira posredniško vlogo Cerkve v osebi papeža Martina V., da bi utrdil konflikt med Milanom in Firencami. Na skrajni desni strani mora skupina štirih očividcev pesonificira Masaccia (gleda na stran od slike), Masolina (najkrajši), Leona Battisto Albertija (v ospredju) in Filippa Brunelleschija (zadnji). Pogosta uporaba portreta naredi imaginarni svet slikarstva in gledalčevo osebno izkušnjo bližjo. Za Masacciove sodobnike bi bilo to sceno lažje razumeti kot odraz same sebe in svoje družbene stvarnosti. Figure freske naseljujejo razširjeni prostor svojega lastnega sveta in imajo naravno držo: raztegnejo vrat, da vidijo boljše, gledajo nad ramo svojega soseda, gestikulirajo, opazujejo in ogovarjajo dogodek z naslednjim opazovalcem. 

### Sveti Pavel obišče Petra v zaporu
Filippino Lippi. 
Cikel se nadaljuje proti levi, na stebru, v spodnjem registru, s sceno sv. Petra v zaporu obišče sv. Pavel, ki ga je slikal Filippino Lippi. Sv. Peter je viden pri oknu z rešetkami, obiskovalec pa kaže hrbet gledalcu. Morda je scena sledila risbi, ki jo je predstavil Masaccio, kar je pokazala popolna arhitekturna kontinuiteta s sosednjim prizoriščem Vstajenje Teofilovega sina.
Dekoracija kapele družine Brancacci je ostala nepopolna zaradi odhoda Masaccia v Rim leta 1427, kjer je leto kasneje umrl. Še več, zagovornik pokroviteljevega izgnanstva leta 1436 je preprečil kakršnokoli možnost, da bi freske dopolnili drugi umetniki. Dejansko je verjetno, da so bili nekateri deli, ki jih je Masaccio že naslikal, odstranjeni kot neke vrste damnatio memoriae zaradi portretiranja članov družine Brancacci. Ob vrnitvi te družine v Firence leta 1480 so se freske lahko nadaljevale s tem, da jih umetniku bliže in bolj zvesto ustvarja njegov prvi vajenec Filippino Lippi. Filippinov poseg ni natančno dokumentiran, vendar je lahko dostopen do okoli leta 1485 zahvaljujoč nekaterim navedbam Giorgia Vasarja. 

### Petra spustijo iz zapora
Spodnja desna stena, desna stran. Filippino Lippi.
To je zadnja scena, ki je povezana z zaprtim svetnikom na nasprotni steni. Dejansko kaže na njegovo osvoboditev iz zapora s strani angela in jo je v celoti mogoče pripisati Filippinu Lippiju. Tudi tukaj je povezana arhitektura s sosednjimi prikazi. V ospredju stoji oboroženi stražnik, ki se naslanja na palico, medtem ko se dogaja čudežno reševanje - to pomeni krščansko odrešenje, pa tudi mogoče obnovljeno avtonomijo Firenc po sporu z Milanom.

### Spor s Simonom Magusom in križanje svetega Petra
Spodnja desna stena, center. Filippino Lippi.
Velik panel v spodnjem registru, desna stena, je delo Filippina Lippija. Zunaj mestnega obzidja (v Rimu, kot kaže Cestiusova piramida ob Aurelijevem obzidju in z zgradbami, ki bežno kukajo izza cin), je na desni strani mogoče videti spor med Simonom Magusom in sv. Petrom pred Neronom, s poganskim idolom, ki leži ob nogah. Na levi je Petrovo križanje: svetnik visi na glavo, ker ni hotel biti križan v istem položaju kot Kristus. Prizor je poln portretov: mladenič z baretko na skrajni desni je Filippinov avtoportret. Starec z rdečo kapo v skupini blizu sv. Petra in Simona Magusa je Antonio del Pollaiolo. Mladenič pod lokom in pogledom proti gledalcu je portret Sandra Botticellija, Filipinovega prijatelja in učitelja. V Simon Magusu nekateri kritiki želijo videti pesnika Danteja Alighierija, ki je praznan kot ustvarjalec slovitega italijanskega jezika, ki sta ga uporabljala Lorenzo il Magnifico in Agnolo Poliziano.

## Vpliv
Masaccioova uporaba znanstvene perspektive, poenotena razsvetljava, uporaba chiaroscúro in spretnost pri ustvarjanju figur, naturalistično utemeljene nove tradicije v renesančnih Firencah, nekateri učenjaki priznavajo kot pomoč pri iskanju novega renesančnega sloga .
Mladi Michelangelo je bil med mnogimi umetniki, ki so za svojo umetniško vadbo kopirali dela Masaccia v kapeli. V kapela je tekmec, kipar Pietro Torrigiano, napadel Michelangela, ki je izrekel kritične pripombe o njegovem delu. Kipar je tako močno udaril umetnika, da mu je »zdrobil nos kot piškotek« (po Benvenutu Celliniju) , ki je deformiral Michelangela v obraz boksarja.

## Obnova
Prva obnova fresk je bila v letih 1481-1482, ki jo je opravil Filippino Lippi, ki je bil tudi odgovoren za dokončanje cikla. Zaradi luči, ki so bile uporabljene za osvetlitev temne kapele, so bile freske relativno hitro prevlečene s prahom in umazanijo od dima. Druga obnova je bila izvedena konec 16. stoletja. Okoli leta 1670 so bile dodane skulpture, freske-secco pa so bile dodane na freske, da bi skrili različne primere golote. Poznejša obnova 20. stoletja je odstranila prevleko in odstranila prah in umazanijo. Nekateri kritiki, med njimi profesor in umetnostni zgodovinar James H. Beck [24], so kritizirali ta prizadevanja, medtem ko so drugi, vključno s profesorji, zgodovinarji in restavratorji, pohvalili delo, opravljeno na kapeli.